# Église Notre-Dame-la-Blanche de Savasse
L'église Notre-Dame-la-Blanche est une église romane située à Savasse, dans le département français de la Drôme en région Auvergne-Rhône-Alpes.

## Historique
L'église de Savasse dépendait du prieuré de Saint-Marcel-lès-Sauzet depuis la première moitié du XIIe siècle jusqu'à la Révolution . La construction date probablement de sa prise en charge par les bénédictins.
Elle fait l'objet d'une inscription au titre des monuments historiques depuis le 17 juillet 1926.

## Architecture
L'église présente un plan basilical à trois vaisseaux terminés par autant d'absides, sans transept, assez rare dans la région. Sa nef est voûtée d'un berceau brisé, tandis que les collatéraux sont couverts d'un quart-de-cercle soigneusement appareillé, selon des procédés partagés par l'art roman provençal. L'austérité de l'ensemble est agrémentée de quelques ornements gravés. Sa construction est très proche de Saint-Marcel-lès-Sauzet
Les baies méridionales furent agrandies au XVIIIe siècle. Le petit clocher fut ajouté au XIXe siècle.

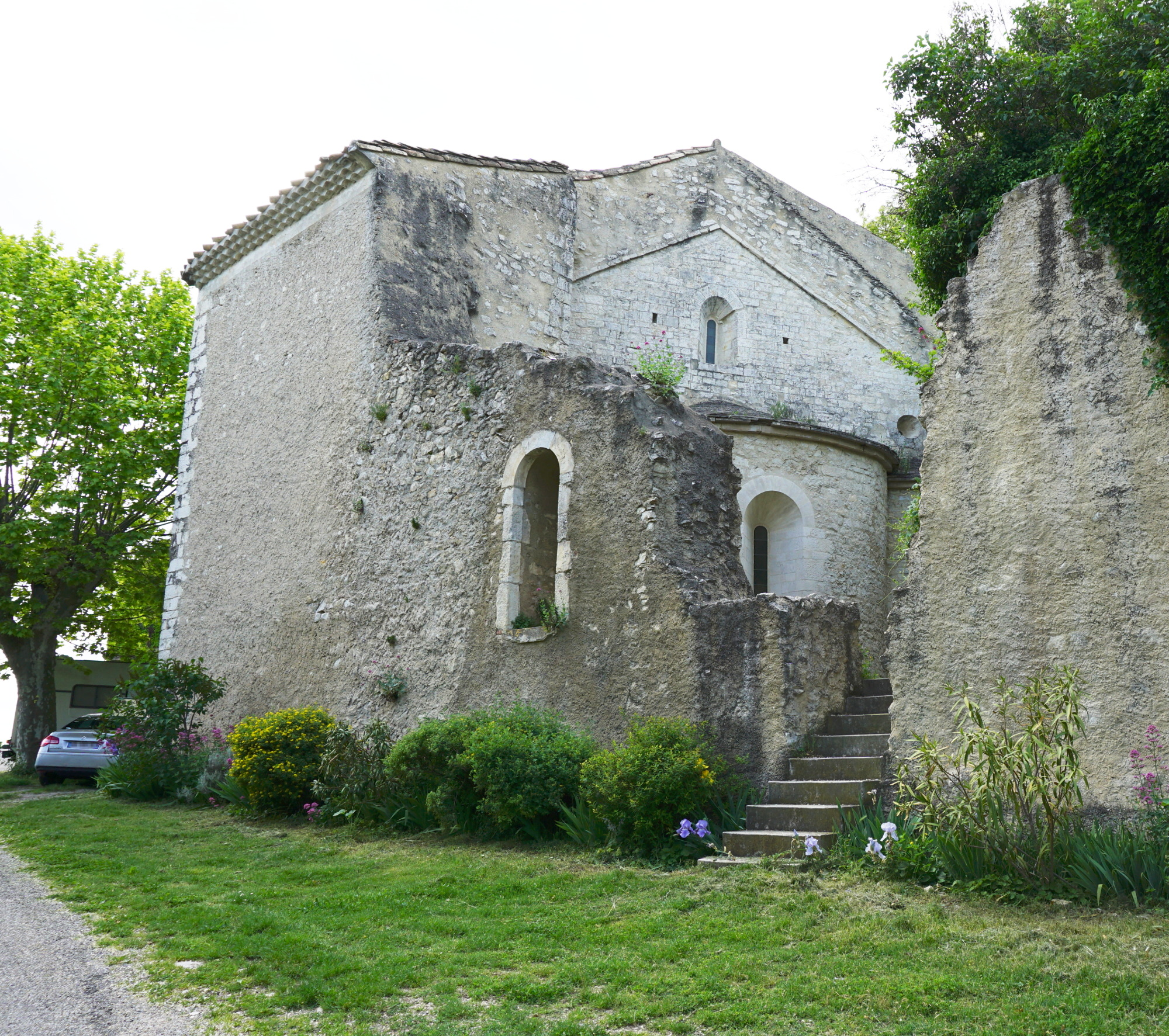
Le chœur.